# L'Éducation de la Vierge (Vélasquez)
Pour les articles homonymes, voir L'Éducation de la Vierge.
L’Éducation de la Vierge est une huile sur toile attribuée à Diego Vélasquez et conservée à la galerie universitaire d'art de Yale. Peinte vers 1617, durant sa période d'apprentissage, il s'agit de la première toile connue parmi les peintures de Vélasquez. La restauration de la toile prit dix ans au début du XXIe siècle.

## Attribution
La toile a longtemps été oubliée dans les réserves du musée de Yale, avant d'être mise au jour par John Marciari en 2004. Le tableau, jusque-là attribué à un anonyme, fut alors étudié durant cinq ans, avant cette nouvelle attribution. Celle-ci est restée discutée en raison notamment du mauvais état de l'œuvre. Un collège de 29 experts réunis à Séville en 2015 a conclu à son authenticité, ce qui en fait la première toile peinte par Vélasquez qui nous est parvenue.
Certains historiens refusent cette attribution, comme Javier Portús et Jonathan Brown. Ce dernier considère la toile comme « l'un des nombreux pastiches que firent à Séville des peintres locaux, cherchant à profiter de la mode artistique de Roelas et des nouveautés de Vélasquez. C'est un témoignage de la célébrité du jeune peintre, mais pas de son talent ».

## Historique
La toile fait partie des œuvres d'étude de Diego Vélasquez alors qu'il passait sa dernière année comme apprenti dans l'atelier de Francisco Pacheco. Le tableau nous montre clairement les thématiques qui étaient enseignées par Pacheco, homme jouissant d'un grand prestige dans le clergé, et très influent dans les cercles littéraires sévillans qui réunissaient la noblesse locale.
Un autre apprenti étudiait alors chez Pacheco, Alonso Cano, entré en 1616. Lui aussi est auteur d'une Éducation de la Vierge (1650).
La toile était très abîmée, brûlée et victime de restaurations sauvages. Le conservateur et historien John Marciari la fit connaître à travers le monde par la revue spécialisée Ars magazine avant qu'elle ne subisse dix ans de restauration au début du XXIe siècle.

## Description
La toile représente quatre personnages et un chien, dans des couleurs ténébristes typiques de la période sévillane du peintre. 
Au centre, en rouge, se trouve une enfant, Marie. Celle-ci est debout entourée à droite par un homme âgé – probablement son père, Joachim, et à sa gauche, par sa mère, Anne, également aux traits marqués. Les deux adultes sont assis. 
Anne tient sur ses genoux le livre des Écritures et regarde vers la droite, dans le vague. Elle pointe une ligne du livre avec son index. Sa fille pointe un autre endroit du livre. Anne est vêtue d’un vêtement bleu, d’un foulard blanc, et une couverture jaune recouvre son côté gauche. 
Joachim, penché en avant de profil, regarde la mère et la fille. Vêtu de couleurs sombres, sa chevelure et sa barbe grise ressorte de l’ambiance ténébriste. Si la scène semble être un cours, l’ensemble des protagonistes ont la bouche close. 
Au premier plan à droite de la scène se trouve une table de chevet, au tiroir ouvert, montrant des papiers. Un ramequin dans une assiette se trouve sur la table, ainsi que des éléments de parure blancs. Devant la table se trouvent un chien endormi et un chat somnolant. Au-dessus de la scène se trouve un ange dont la tête a été coupée. 25 cm de la toile manquent en effet sur sa partie haute.